# Meshoppen, Pennsylvania
Meshoppen, Pennsylvania (енгл. Meshoppen) град је у америчкој савезној држави Пенсилванија.

## Демографија
По попису из 2010. године број становника је 563, што је 104 (22,7%) становника више него 2000. године.
| Група             | 2000.       | 2010.       |
| Белци             | 456 (99,3%) | 484 (86,0%) |
| Афроамериканци    | 0 (0,0%)    | 21 (3,7%)   |
| Азијати           | 0 (0,0%)    | 4 (0,7%)    |
| Хиспаноамериканци | 1 (0,2%)    | 57 (10,1%)  |
| Укупно            | 459         | 563         |